# In Rainbows
《In Rainbows》는 영국의 얼터너티브 록 밴드 라디오헤드의 일곱 번째 스튜디오 음반이다. 2007년 10월 10일 구매자가 원하는 액수만큼 가격을 지불하는 방식으로 자체 발매하였으며 2007년 말에는 대부분의 국가에서 일반 CD로 발매되었다. 대한민국에는 정식 라이센스로 발매되지 않았으나 강앤뮤직을 통하여 수입판이 판매되었다.

## 공개
라디오헤드는 2007년 10월 10일 이 음반을 자신들의 사이트인 www.inrainbows.com에서 공개하였다. 그들은 전통적인 CD 발매가 아닌 MP3만을 공개하였는데, 특이한 점은 음반을 다운받으면서 구매자가 그 음반의 가격을 자유롭게 결정하도록 하였다는 점이다. 따라서 구매자들은 자신들의 의사에 따라 음반을 무료로 다운받을 수도 있었고, 최고 £99.99(약 $212)의 가격을 주고 구매할 수도 있었다.
2007년 12월 10일 이후 이 사이트에서는 더 이상 다운로드 받는 것이 불가능하고, Diskbox 버전을 구매할 수 있는 페이지의 링크가 걸려있다. 라디오헤드는 MP3 다운로드로 올린 수익이 700만 달러에 이른다고 발표하였다.

## 10의 상징
밴드가 공식적으로 언급한 바는 없지만, In Rainbows가 10이라는 숫자를 암시한다는 근거가 몇 가지 있다.
- 그들은 정식 음반 발매 전 2007년 10월 10일에 MP3를 공개했다.
- 이 앨범이 공개된 2007년은 그들의 음악에 하나의 분기점이 되었던 OK Computer 발표 후 10년이 되는 해이다.
- 10년 전 발표한 OK Computer의 처음 제목은 Zeros and Ones(01)였다[2].
- 앨범의 철자는 10글자이며, 전부 10개의 트랙으로 이루어져 있다.
- 그들의 블로그 Dead Air Space에서는 음반의 발표 직전 10개의 포스트를 올렸다.
- 처음 8개의 포스팅에 들어있는 그림들은 Worm Buffet이라는 암호인데[3], 각 그림의 해석은 전부 X, 즉 로마 숫자로 10을 암시한다.
- 9번째 포스팅에서 라디오헤드는 자신들이 '10일 후'에 새 앨범을 발표한다고 밝혔으며[4], 발매일인 10월 10일 10번째 포스트를 올렸다.
- 밴드의 리더 톰 요크는 관련 글을 올린 블로그에 '이런 종류의 글을 기다려왔다'고 언급했다[5].
- 그들이 자신들의 웹 캐스트 사이트에 올린 온라인 생방송들, 'Thumbs Down' 과 'Scotch Mist'의 철자 역시 10글자이다.

## 수록곡
1. 〈15 Step〉 – 3:57
2. 〈Faust Arp〉 – 3:02
3. 〈Nude〉 – 4:15
4. 〈Weird Fishes/Arpeggi〉 – 5:18
5. 〈All I Need〉 – 3:48
6. 〈Bodysnatures〉 – 4:24
7. 〈Reckoner〉 – 5:00
8. 〈House of Cards〉 – 5:28
9. 〈Jigsaw Falling into place〉 – 4:12
10. 〈Videotape〉 – 4:39